# 네덜란드의 정치
네덜란드의 정치는 입헌군주제에 입각한 대의 민주주의로 지방 자치가 이루어지고 있다. 사회적 문제에 대해 정치적 의사 소통과 함께 사회 구성원들의 총의를 구하는 협의 민주주의 국가이다.

## 헌법
네덜란드의 헌법은 시민권과 사회권을 보장하며 입법, 사법, 행정의 권력 분립을 명시하고 있다. 헌법의 효력이 미치는 범위는 네덜란드 본토와 아루바, 네덜란드령 안틸레스와 같은 해외 영토이다.
네덜란드는 헌법재판소가 없으며 국제 조약, 법률 및 지방정부 조례의 합헌 여부는 특별 법정을 통해 결정된다. 헌법의 개정은 네덜란드 의회의 과반수 찬성에 의해 발의되며, 네덜란드 의회의 3분의 2 이상의 찬성과 국민투표로 결정된다.

## 개관

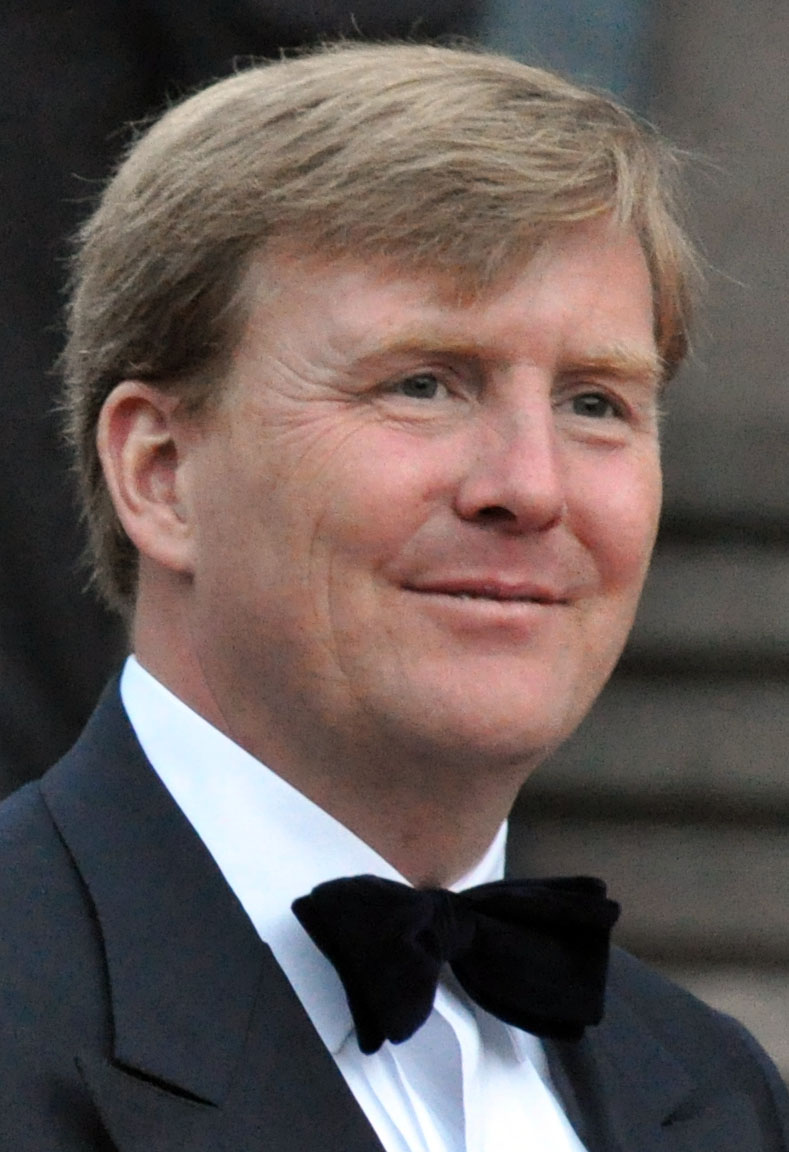
빌럼알렉산더르 국왕

네덜란드의 정치는 입헌군주제, 사법제도로 나뉘어 설명할 수 있다.

### 입헌군주제
네덜란드는 1588년 에스파냐로부터 독립한 이래 오라녜나사우 왕가가 네덜란드 공화국의 총독으로 통치하였다. 1810년 나폴레옹 전쟁의 여파로 잠시 프랑스령이 되기도 하였으나 1815년 빈 회의의 결정에 의해 독립하여 네덜란드 왕국을 수립하게 된다. 1815년 3월 16일 빌렘 1세가 초대 국왕으로 즉위하였다.
네덜란드의 군주는 세습되며 현재의 국왕은 빌럼알렉산더르이다. 네덜란드는 입헌군주제로 국왕의 역할은 국가원수로서의 형식적인 의례로 제한된다.차기 왕위 계승자는 오라녜 여공 카타리나아말리아이다.

### 사법제도
네덜란드의 사법권은 최고법원(Supreme Court)과 5개의 고등법원 (Court of Appeal) 및 19개의 지방법원(District Court) 그리고 62개 간이법원(Cantonal Court)으로 구성되어 있다. 법관은 종신직으로 최고법원 또는 법무장관의 제청으로 국왕이 임명한다.

## 의회
네덜란드의 의회는 상원과 하원의 양원제로 각 의회의 임기는 4년이다. 하원만이 단독적인 법안의 발의와 수정 권한을 갖고 있어 하원의 권한이 더 강력하다. 하원 의원은 비례대표제에 의한 직접투표로 선출되며 상원 의원은 지방의회의 간접투표로 선출된다.
| 정당별 의석                         | 정당별 의석    | 정당별 의석     |
| 정당명                              | 2003.1.22 총선 | 2006.11.22 총선 |
| ----------------------------------- | -------------- | --------------- |
| 기민당 (CDA/온건중도)               | 44             | 41              |
| 노동당 (PvdA/중도좌파)              | 42             | 33              |
| 사회당 (SP/좌파)                    | 9              | 25              |
| 자민당 (VVD/우파)                   | 28             | 22              |
| 자유당(PVV)                         | 0              | 9               |
| 녹색당 (GL)                         | 8              | 7               |
| 기독교연합 (CU)                     | 3              | 6               |
| 민주66당 (D66)                      | 6              | 3               |
| 정치개혁당                          | 2              | 2               |
| 동물보호당(PvdD)                    | 0              | 2               |
| Pim Fortuyn당                       | 8              | 0               |
| 계                                  | 150            | 150             |
| 출처:주네덜란드 한국대사관 홈페이지 |                |                 |

| 상원의석 분포                       | 상원의석 분포 | 상원의석 분포 |
| ----------------------------------- | ------------- | ------------- |
| 정당명                              | 2003.3.11     | 2007.5.29     |
| 기독민주당(CDA)                     | 23            | 21            |
| 노동당(PvdA)                        | 19            | 14            |
| 자유민주당(VVD)                     | 15            | 14            |
| 사회당(SP)                          | 4             | 12            |
| 녹색당(Groen Links)                 | 5             | 4             |
| 기독교연합(CU)                      | 2             | 4             |
| 민주66(D66)                         | 3             | 2             |
| 정치개혁당(SGP)                     | 2             | 2             |
| 독립상원당(OSF)                     | 1             | 1             |
| 동물보호당(PvdD)                    | 0             | 1             |
| Fortuyn당(LPF)                      | 1             | 0             |
| 계                                  | 75            | 75            |
| 출처:주네덜란드 한국대사관 홈페이지 |               |               |